# Karolos Papoulias

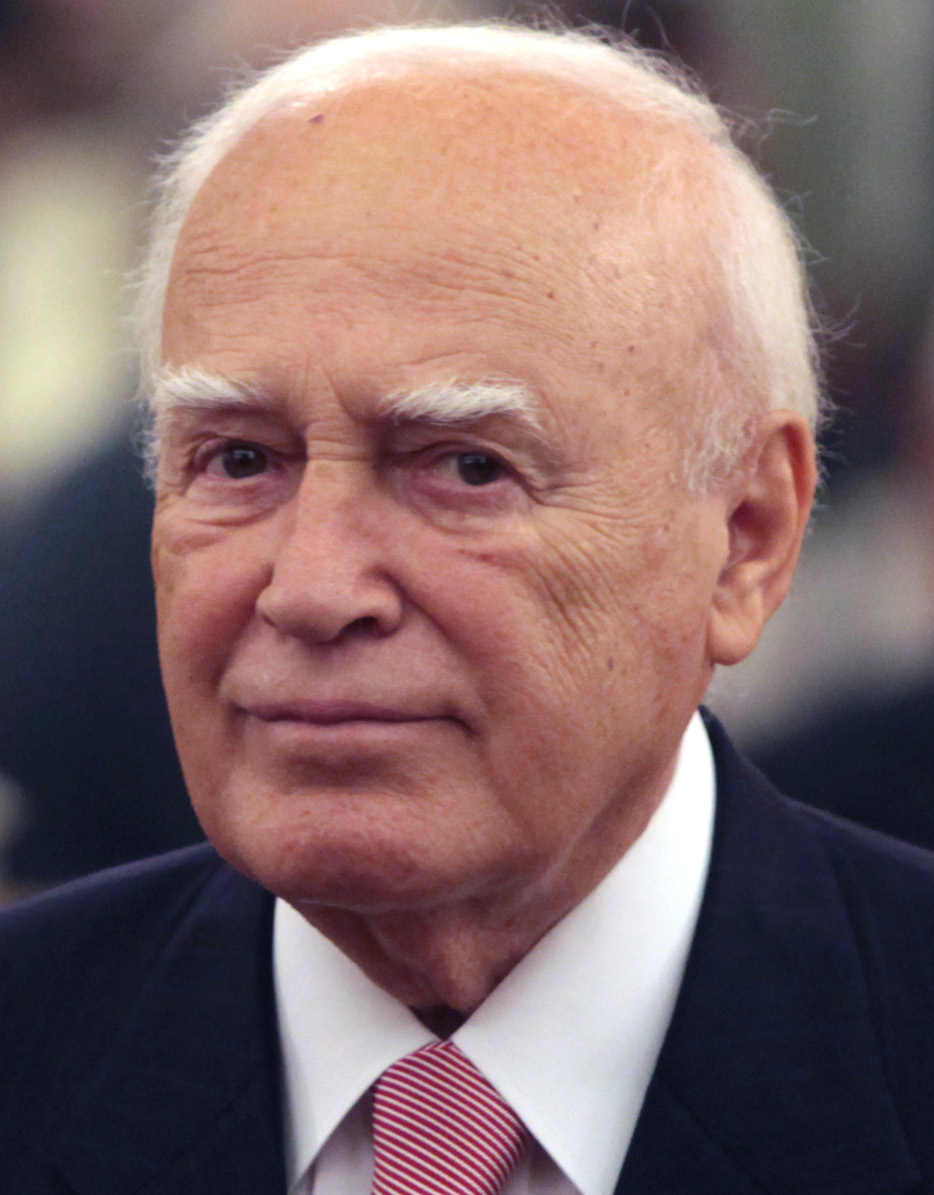
Karolos Papoulias (2009)

Karolos Papoulias (griechisch Κάρολος Παπούλιας, * 4. Juni 1929 in Molyvdoskepastos damals Präfektur Ioannina; † 26. Dezember 2021) war ein griechischer Jurist und Politiker. Er war vom 13. März 2005 bis zum 13. März 2015 griechischer Präsident.

## Leben

### Jugend und Ausbildung
Papoulias wurde in Molyvdoskepastos geboren. Als Vierzehnjähriger schloss er sich 1943 den Partisanen der Griechischen Volksbefreiungsarmee an, die in seiner nordgriechischen Heimat Epirus, nahe der Grenze zu Albanien, gegen das italienische Besatzungsregime und die deutsche Wehrmacht kämpften. Er studierte Rechtswissenschaften an der Universität Athen. Während der Diktatur in Griechenland (1967–1974) fand Papoulias Asyl in Deutschland, von wo aus er sich als Mitarbeiter des griechischen Programms der Deutschen Welle gegen das Militärregime in seiner Heimat engagierte. Hier setzte er sein Studium an der Universität zu Köln fort und wurde anschließend unter dem Namen Karl Papulias bei Gerhard Kegel promoviert; das Thema seiner Dissertation lautet Erwerb und Verlust des unmittelbaren Besitzes im griechischen und deutschen Recht.

### Politiker
Nach dem Sturz der Diktatur war er einer der Begründer der PASOK (Panhellenische Sozialistische Bewegung). Mit deren langjährigem Vorsitzenden Andreas Papandreou pflegte er eine enge Freundschaft. Seit 1977 wurde er immer wieder in seinem Wahlkreis Ioannina ins Parlament gewählt (außer bei den Wahlen im Jahr 2004, bei denen ihm genau 17 Stimmen fehlten). Von 1981 bis 1984 war er Staatssekretär im Außenministerium, von 1984 bis 1985 stellvertretender Außenminister. 1985 bis 1989 und 1993 bis 1996 bekleidete er selbst das Amt des Außenministers. Dazwischen, 1989 bis 1990, war er stellvertretender Verteidigungsminister.
Während seiner letzten Amtszeit als Außenminister schloss Papoulias den „Freundschaftsvertrag über Zusammenarbeit, gute Nachbarschaft und Sicherheit“ (21.–22. März 1996) mit Albanien.

### Staatspräsident
2005 wurde er von Ministerpräsident Kostas Karamanlis (Nea Dimokratia) in Abstimmung mit der größten Oppositionspartei PASOK für das Amt des Staatspräsidenten vorgeschlagen. Mit der größten Mehrheit in der Geschichte der Staatspräsidentenwahlen Griechenlands, mit 279 von insgesamt 296 Stimmen des griechischen Parlaments, wurde der damals 76-jährige Politiker, der allerdings der einzige Kandidat bei der Wahl war, zum sechsten Präsidenten des Landes gewählt. Er trat damit die Nachfolge von Konstantinos Stefanopoulos an. Papoulias erhielt die Stimmen beider großen Parteien des Parlaments.
Der scheidende Staatspräsident Stefanopoulos bezeichnete seinen Nachfolger als „ausgezeichneten Politiker“. Papoulias wurde am 12. März 2005, einen Tag nach dem Ende der Amtszeit von Stefanopoulos, im Parlament vereidigt.
Mit der Wahl Papoulias’ wurde erstmals seit 1974, als das Amt des Staatspräsidenten nach dem Ende der Diktatur geschaffen wurde, ein Sozialist ins höchste Amt Griechenlands gewählt. Nach der offiziellen Verkündung durch die Parlamentspräsidentin Anna Benaki-Psarouda nahm Papoulias mit „dem Empfinden großer Verantwortung“ das Resultat der Abstimmung an und bedankte sich herzlich für die „große Ehre“. „Ehrlichkeit, politische Reife, Mäßigkeit und Einsicht“ hob er als die wichtigsten und notwendigsten Tugenden für das öffentliche Leben hervor, um eine gerechtere und weniger egoistische griechische Gesellschaft zu errichten.
Am 3. Februar 2010 wurde Papoulias – wieder mit großer Mehrheit (266 von 300 Stimmen) – für eine zweite Amtszeit wiedergewählt. Die Vereidigung fand abermals am 12. März statt.
Nachdem die griechische Staatsschuldenkrise bekannt wurde (Herbst 2009) und die europäische Agenda maßgeblich bestimmte (Euro-Rettungsschirm 2010, EFSF ab Juni 2010), stand Papoulias mehr im Rampenlicht als zuvor. Angesichts der dramatischen Finanzlage kündigte er an, auf unbestimmte Zeit auf sein Gehalt zu verzichten (nach Angaben des griechischen Finanzministeriums jährlich etwa 85.000 Euro). Selbst über die Höhe des Präsidentengehaltes gab es keine verlässlichen Angaben: „Papoulias erhält nach Berechnungen von Bloomberg, die auf Grundlage von Regierungsdokumenten erfolgten, 300.000 Euro im Jahr.“; An anderer Stelle hieß es, dass der „griechische Präsident auf sein Gehalt in Höhe von 283.000 Euro“ verzichtete, um die griechischen Sparbemühungen im Rahmen des EU-Rettungsschirms zu unterstützen.
Papoulias war mit May Panou Papoulia verheiratet, die nach einem Psychologiestudium an der Universität zu Köln von 1987 bis zu ihrem Ruhestand 2001 an der Klinik für Psychosomatik und Psychotherapie der Universität arbeitete. Die drei Töchter des Paares sind in Deutschland geboren und leben auch dort.
Mit dem Amtsantritt des neuen Staatspräsidenten Prokopis Pavlopoulos am 13. März 2015 endete Papoulias’ Amtszeit.